# Длиннонос Соссюра
Длиннонос Соссюра (Leptonycteris nivalis) — вид летучих мышей из Центральной и Северной Америки.
Длина тела до 8,3 см. Вес 24 г. Мех длинный, у основания белый, по середине тёмно-коричневый, концы волос серебристые.
Обитает на территории Гватемалы, Мексики и США. Встречается от низменностей до 3500 метров (чаще всего от 1000 до 2200 метров) над уровнем моря. Этот вид может жить в сосново-дубовых и лиственных лесах и пустынных зарослях.
Как правило живёт большими группами (до 10 000 особей) в пещерах или шахтах, редко встречаются в зданиях, дуплах деревьев или водопропускных трубах. Активен после захода солнца, питается пыльцой, нектаром и плодами, главным образом, агавы и различных кактусов.
Первичные угрозы включают в себя нарушения мест обитания, потеря источников пищи из-за перевода земли для сельского хозяйства и эксплуатации человеком агавы (например, для производства алкогольных напитков), и прямое уничтожение людьми.